# Inspektion 7 Gruppe VI
Die Inspektion 7 Gruppe VI (kurz: In 7/VI), vollständige Bezeichnung „Chef der Heeresrüstung und Befehlshaber des Ersatzheeres / Inspektion 7 / Gruppe VI“ (kurz: „Chef H Rüst u BdE/In 7/VI“), war vor und während des Zweiten Weltkriegs die kryptanalytische Gruppe des Oberkommandos des Heeres (OKH) mit Sitz am Matthäikirchplatz, unweit des Bendlerblocks, in Berlin. Sie befand sich organisatorisch im Allgemeinen Heeresamt (AHA). Kurz auch als OKH/In 7/VI oder OKH/Chi bezeichnet, stellte sie ein Pendant zu OKW/Chi dar, also zur Chiffrierabteilung des Oberkommandos der Wehrmacht (OKW), beziehungsweise dem sogenannten B-Dienst der Kriegsmarine, dem Forschungsamt (FA) der Luftwaffe, dem Chiffrierdienst Pers Z des Auswärtigen Amts und dem Amt IV E im Reichssicherheitshauptamt (RSHA).

## Gliederung
Die Gruppe VI innerhalb der Inspektion 7 wurde im Januar 1941 formiert und übernahm die Aufgaben der früheren Gruppe IV (In 7/IV Referat 4). Im März 1941 umfasste In 7/VI eine Personalstärke von knapp 120 Mitarbeitern und war wie folgt in Referate untergliedert:
1. Allgemeine Kryptanalyse, Leiter Friedrich Steinberg, Stellvertreter Hans Pietsch
2. Englisch, Leiter Ob.Insp. Ernst Liedtke
3. Französisch, Leiter Ob.Insp. Hans Wolfgang Kühn[4]
4. Italienisch, Leiter Hptm. Fiala
5. Russisch, Leiter Max Bleschke
6. Balkan, Leiter Reg.Rat. Rudolf Bailovic
7. Sicherheit eigener Verfahren, Leiter: Carl Boehm, Stellvertreter Hans Pietsch (ab April 1941 Leiter nach dem Weggang von Boehm)
8. Überwachung eigener Verfahren, Leiter Obltn. Steinen
9. Hollerithmaschinen, Leiter Kv.Rat. Walter Schenke

- Referat Z Personalangelegenheiten, Leiter Obltn. Franz Herbrüggen, Stellvertreter Ob.Insp. Weiland

- Referat 12 („Referat Vauck“) kam zum 1. August 1942 mit Schwerpunkt „Agentenverfahren“ unter OLt. Wilhelm Vauck neu hinzu.[5]

- Referat F (Forschung) wurde eine weitere neue Einheit. Sie wurde am 13. April 1943 mit neun Personen unter der Leitung von Lt. Herbert von Denffer und seinem Stellvertreter Uffz. Willi Rinow aufgestellt. Einer der Mitarbeiter war Harry Welsch. Am 12. Januar 1944 verfasste er eine höchst bemerkenswerte 15-seitige Abhandlung über kryptographische Schwächen der Enigma mit dem Titel „Aktennotiz zum Tiefenproblem der Enigma“.[3]

Im Herbst 1943 wurde In 7 Gruppe VI umbenannt in OKH/AHA/AgN/NA mit der Bedeutung „Oberkommando des Heeres/Allgemeines Heeresamt/Amtsgruppe Nachrichten/Nachrichtenaufklärung“. Gegen Ende des Krieges, im Oktober 1944, wurde die Nachrichtenaufklärung des deutschen Heeres umstrukturiert und zusammengelegt. So entstand die Dienststelle des Generals der Nachrichtenaufklärung (GdNA).